# Entre los flamencos
Entre los Flamencos. Novela del escritor belga, radicado en Francia, Georges Simenon escrita en febrero de 1932 siendo su principal protagonista el comisario Jules Maigret.

## Trama
En Givet, una localidad francesa fronteriza con Bélgica, una familia de flamencos acaudalados, los Peeters, son el centro de la investigación del comisario Maigret en relación con la desaparición de la joven Germaine, la cual tuvo un niño con un hijo de la familia.